# دومیل
دومیل (به انگلیسی: Domel) یک شهرک در پاکستان است که در ناحیه بنو واقع شده‌است.